# Panamuwa II.
Panamuwa II. war von 739 bis 733 v. Chr. aramäischer König von Samʼal. Einer Inschrift seines Sohnes Bar-Rakib zufolge überlebte er nur knapp eine Fehde, der sein Vater Bar-Sur zum Opfer fiel. Ursache dafür war möglicherweise eine Flucht ins Exil nach Assyrien und eine spätere Rückkehr zur Machtübernahme.